# Agigea község
Adamclisi község Romániában, Dobrudzsában, Constanța megyében található. A hozzá tartozó települések: Agigea (községközpont), Lazu, Sanatoriul Agigea és Stațiunea Zoologică Marină Agigea.

## Fekvése
A község az ország délkeleti peremén fekszik, északról Konstanca, délről Eforie és keletről a Fekete-tenger által határolva. A területén ér véget az A4-es autópálya, mely nyugati irányban megkerüli Konstancát és Lazu település mellett torkollik a DN39-es főútba, mely Konstancát köti össze Mangaliával, és halad tovább Bulgária irányába. Ugyancsak Agigea területén, a DN39-es főútból ágazik el a DN38-as főút, mely Negru Vodă érintése után ugyancsak a bolgár határig halad.

## Története
Régi török neve Acica, görögül Aghikosz. Első írásos említése 1870-ből való. A 19. század második felében nagy számban érkeztek betelepülők Szeben megyéből, később Brăila és Ialomița megyéből, a századfordulón pedig Olténiából és Moldva különböző részeiről.
A 19. század végén a község még nem létezett, a manapság hozzá tartozó falvak Techirghiol község részét képezték Konstanca megye Konstancai járásán belül. 1925-ös évkönyv szerint Agigea és Lazmahale falvak Hasiduluc község (a mai Cumpăna község) részei voltak.
A második világháborút követően Agigea és Lazu falvakból létrehozták Agigea községet, mely előbb Konstanca, majd pedig Techirghiol városok közvetlen irányítása alá tartozott. 1989-ben önálló községi státuszt kapott.

## Lakossága
| Nemzetiségek | 2002 | 2002   |
| ------------ | ---- | ------ |
| Románok      | 4973 | 90,71% |
| Tatárok      | 439  | 8,00%  |
| Törökök      | 48   | 0,87%  |
| Magyarok     | 5    | 0,09%  |
| Lipovánok    | 4    | 0,07%  |
| Romák        | 3    | 0,05%  |
| Németek      | 1    | 0,01%  |
| Bolgárok     | 1    | 0,01%  |
| Egyéb        | 8    | 0,14%  |
| Összesen     | 5482 | 100,0% |